# خلية وقود غشاء تبادل البروتون

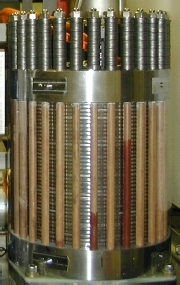
مصفوفة من خلايا وقود غشاء تبادل البروتون.

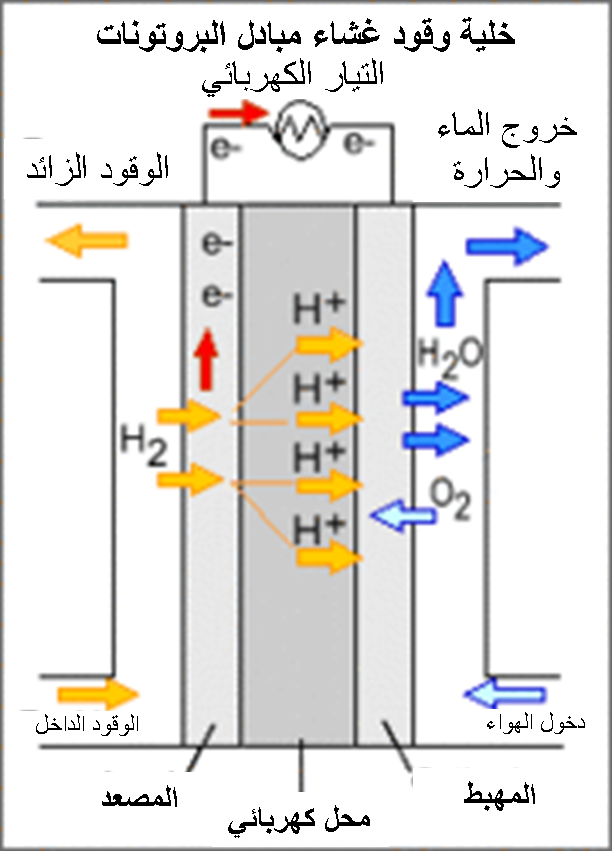
مخطط خلية وقود غشاء تبادل البروتون

خلية وقود غشاء تبادل البروتون (بالإنجليزية: Proton exchange membrane fuel cell)‏ اختصاراً PEMFC، وتعرف أيضاً باسم غشاء تبادل البروتونات PEM هي نوع من أنواع خلايا الوقود التي تم تطويرها من أجل تطبيقات النقل ومن أجل تطبيقات الخلايا المحمولة. من أهم مميزات هذه الخلايا هي أنها تعمل تحت درجات حرارة منخفضة نسبياً (50 – 100 درجة مئوية) وتحوي غشاء و كهرل لدن خاص.
تستخدم هذه الخلية في العديد من التطبيقات، خاصة في السيارات والهواتف المحمولة بسبب صغر حجمها.

## عمل الخلية

### التفاعل

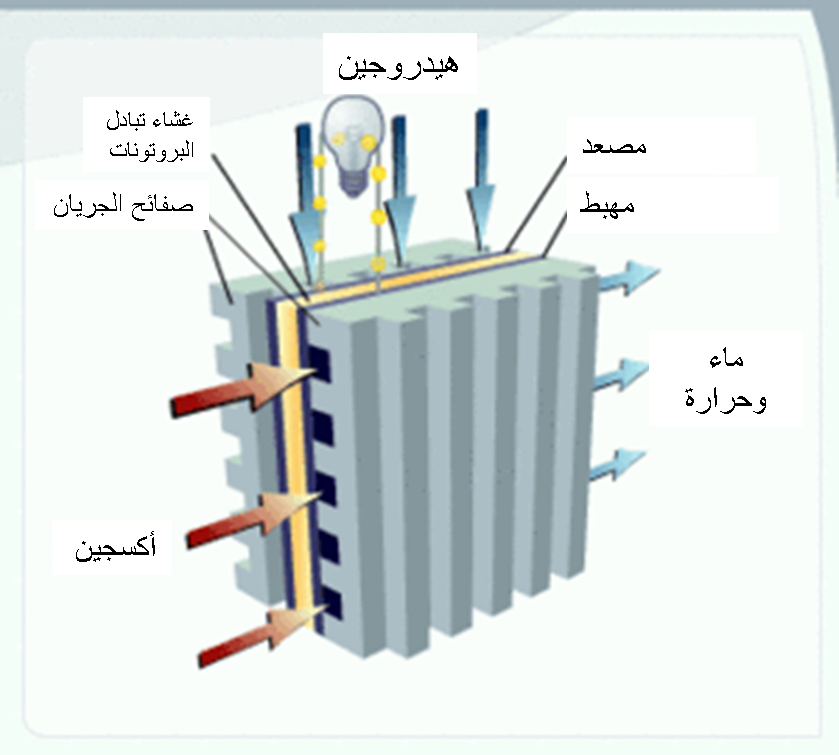
شكل تخطيطي لتصميم خلية وقود غشاء تبادل البروتون

تحول خلية الطاقة ذات غشاء تبادل البروتونات الطاقة الكيميائية المتحررة أثناء التفاعل الكهروكيميائي للهيدروجين والأكسجين إلى طاقة كهربائية وهذا بخلاف الاحتراق المباشر لغازي الهيدروجين والأكسجين الذي يولد طاقة حرارية.
يتم ضخ تيار من الهيدروجين إلى جهة المصعد لتركيبة غشاء القطب MEA. وعند المصعد يتم فصل الهيدروجين تحفيزيا  إلى بروتونات وإلكترونات. من الممكن التعبير عن تفاعل الأكسدة هذا بالصيغة التالية:
| {\displaystyle \mathrm {H} _{2}\rightarrow \mathrm {2H} ^{+}+\mathrm {2e} ^{-}} | {\displaystyle E^{o}=0V}SHE | {\displaystyle \left(1\right)} |

تنفذ البروتونات الجديدة المحررة خلال الغشاء اللدن إلى طرف المهبط (أصفر). أما الالكترونات فتنقل في الدارة الخارجية (احمر)  إلى المهبط لتركيبة غشاء القطب وهذا يولدتيار كهربائي  خارج خلية الوقود.
في هذه الأثناء يتم ضخ تيار من الأكسجين (أزرق) لطرف المهبط. وعند المهبط تتفاعل جزيئات الأكسجين مع البروتونات الحرة التي نفذت خلال الغشاء اللدن والإلكترونات التي وصلت عبر الدارة الخارجية لتشكيل جزيئات الماء. تفاعل الاختزال هذا الذي يمثل نصف عمل الخلية يمثل بالصيغة:
| {\displaystyle \mathrm {4H} ^{+}+\mathrm {4e} ^{-}+\mathrm {O} _{2}\rightarrow \mathrm {2H} _{2}\mathrm {O} } | {\displaystyle E^{o}=1.229V}SHE | {\displaystyle \left(2\right)} |

### غشاء إلكتروليت لدن
يجب على الغشاء أن ينقل أيونات الهيدروجين (البروتونات) من أجل أن يتم عمله بصورة صحيحة، وليس نقل الإلكترونات لأن هذا سوف يتسبب بحدوث دارة قصر في خلية الوقود. يجب أن لا يسمح الغشاء أيضاً بمرور الغازات عبره وذلك درءاً لمشكلة تعرف باسم «عبور الغازات» gas crossover. أخيراً، يجب أن يكون الغشاء ممناسبا ومتحملا لطبيعة العمل القاسية بين المهبط والمصعد.
إن عملية فصل جزيء الهيدروجين تتم بصورة سهلة باستخدام محفز   بلاتين . إلا أن فصل جزئية الأكسجين هي عملية أصعب بكثير، وتسبب فقدان الكثير من الكهرباء. لم يتم اكتشاف محل مناسب لهذه العملية حتى اليوم، لذلك فإن البلاتين  يعتبر أفضل الحلول . أحد العوامل التي تسبب الضياعات هو ممانعة الغشاء لعبور البروتونات، والتي من الممكن تخفيضها بجعل سماكة الغشاء أقل ما يمكن (عادة سمك  50 ميكرو متر).
إن التحكم بالماء هي عملية حرجة جداً، حيث أن كمية كبيرة من الماء ستسبب فيضان في الغشاء، وكمية قليلة من الماء سوف تجففه، وبكلا الحالتين فسيهبط خرج البطارية.
أكثر أنواع الأغشية المستخدمة هي أغشية نافيون Nafion من شركة دو بونت التي تعتمد على ترطيب الغشاء بالماء من أجل نقل البروتونات. وهذا يؤدي إلى عدم تشغيل الخلية على درجة حرارة تزيد على 80 إلى 90 درجة مئوية ،  لأن ذلك سيسبب جفاف الغشاء. هناك أنواع أخرى تسمح بتشغيل الخلية على درجات حرارة أعلى مما يسمح بكفاءة أعلى للخلية. تتراوح كفاءة خلية PEM بين 40% إلى 60%.

## تاريخ
قبل اختراع خلايا وقود غشاء تبادل البروتون PEM، كان يوجد أنواع من خلايا قود مثل خلايا وقود الأكسيد الصلب solid-oxide fuel cells والتي كانت تستخدم فقط في الظروف الصعبة. كانت هذه الأنواع من الخلايا تتطلب مواد غالية جداً كما أن استخدامها انحصر في الاستخدامات الثابتة بسبب حجمها الكبير. كانت خلية وقود  PEM الحل لهذه المشاكل. تم اختراع خلية وقود غشاء تبادل البروتون PEM في أوائل الستينات على يد "ويلارد توماس غروب" Willard Thomas Grubb و "لي نيدراتش"  Lee Niedrach من شركة جنرال إلكتريك. في البداية تم استخدام غشاء من البولسترين المكبرت كمحل كهربائي، ولكن تم استبداله لاحقاً في عام 1966 بغشاء نافيون الذي أثبت تفوقه وطول عمره.
تم استخدام خلايا وقود غشاء تبادل البروتون   في سلسلة مركبات الفضاء جيمني Gemini التابعة لناسا، لكن تم استبدالها لاحقاً بخلايا وقود قلوية في برنامج أبولو وفي مكوك الفضاء.
على الرغم من نجاحها في برامج الفضاء، كانت هذه الخلايا تستخدم في تطبيقات الفضاء والتطبيقات الأخرى ذات الكلفة العالية. لم يتم توسيع دائرة تطبيقات خلايا الوقود حتى أواخر الثمانيات وأوائل التسعينات من القرن العشرين.

## اقرأ أيضا
- تفاعل انتاج الهيدروجين
- خلية وقود الأكسيد الصلب

## مواقع خارجية
- تاريخ خلايا وقود الغشاء مبادل البروتونات